# 북학의
《북학의》(北學議)는 조선 정조 때의 실학자이자 북학파인 박제가가 1778년(정조 2년)에 간행한 책이다. 박제가는 이덕무 등과 함께 사은사 채제공을 따라 청의 수도 북경을 방문하고 돌아왔는데, 이때 청의 풍속과 제도를 살피고 돌아와 쓴 견문록이 《북학의》이다.

## 개설
《북학의》는 서명응과 박지원(朴趾源), 그리고 저자인 박제가 자신이 쓴 서문과 함께 내(內)ㆍ외(外) 2편으로 나뉜다. 그의 스승인 박지원이 쓴 서문에 따르면 박제가는 연경(燕京, 북경)에서 농사, 누에치기, 가축 기르기, 성곽 축조, 집 짓기, 배와 수레 제작부터 기와, 인장, 붓, 자를 제작하는 것에 이르기까지 일일이 눈여겨보고 마음으로 따져보면서, 눈으로 알 수 없으면 꼭 물어보고 마음으로 따져서 이상한 것은 반드시 배웠다고 한다. 저자는 서문에서 "저들의 풍속 가운데 본국에서 시행하여 일상생활을 편리하게 할 만한 것은 눈에 띄는 대로 글로 기록했고, 그것을 시행해서 얻을 수 있는 이익, 그렇지 않음으로서 생기는 폐단을 첨부해 하나의 학설을 만들었다. 그리고 《맹자(孟子)》에 나오는 진량의 말을 인용해 책의 이름을 지었다"고 말하며, "이용과 후생은 한 가지라도 갖춰지지 못하면 위로는 정덕을 해치는 폐단을 낳는다", "지금 백성들의 생활이 날이 갈 수록 곤궁해지고 국가 재정은 날이 갈수록 고갈되는데 사대부는 팔짱 낀 채 보기만 하면서 구제하지도 않는가?"라며, 백성을 위해 사대부들이 직접 팔을 걷어붙이고 나설 것을 강조한다.

## 내용
내편은 거(車)·선(船)·성(城)·벽(○)·와(瓦)·옹(甕)·단(簞)·궁실(宮室)·창호(窓戶)·계체(階○)·도로(道 路)·교량(橋梁)·축목(畜牧)·우(牛)·마(馬)·여(驢)·안(鞍)·조(槽)·시정(市井)·상고(商賈)·은(銀)·전(錢)·철(鐵)·재목(材木)·여복(女服)·장희(場戱)·한어(漢語)·역(譯)·약(藥)·장(醬)·인(印)·전(氈)·당보(塘報)·지(紙)·궁(弓)·총시(銃矢)·척(尺)·문방지구(文房之具)·고동서화(古董書·) 등 39항목으로, 일상생활에 필요한 모든 기구와 시설에 대한 개혁론을 제시ㆍ설명했다. 외편에는 전(田)·분(糞)·상과(桑菓)·농잠총론(農蠶總論)·과거론(科擧論)·북학변(北學辨)·관론(官論)·녹제(祿制)·재부론(財賦論)·통강남절강상박의(通江南浙江商舶議)·병론(兵論)·장론(葬論)·존주론(尊周論)·오행골진지의(五行汨陳之義)·번지허행(樊遲許行)·기천영명본어역농(祈天永命本於力農)·재부론(財賦論) 등 17항목의 논설을 수록하여 농업 기술의 개량과 국내 상업 진흥, 대외 무역의 이점을 설파하고 있다. 북학을 가리켜 저자는 '생활과 백성에 직결된 학문'이라 주장하면서, 가난한 백성을 구제할 방안으로 상업 발달에 따른 유통 경제를 활성화시켜줄 수 있는 교통수단인 '수레'의 사용과 규격화된 크기의 '벽돌' 이용에 대한 중요성을 강조했고, 실제로 저자 자신이 직접 벽돌 만드는 기술을 연구해 시범을 보이기도 했다.
저자는 성리학에서 강조하던 농본억말(農本抑末)과 같은 상업 억제정책을 반대하며 적극적인 상업 장려와 그 바탕이 되는 생산의 중요성을 강조한다. 특히 "경제란 우물 같은 것으로 계속 써주지 않으면 말라버린다.", "쓸 줄 모르면 만들 줄도 모르고, 만들 줄을 모르면 민생은 나날이 곤궁해질 것이다."라는 대목에 이르러서는 전통시대의 미덕이었던 검약이나 소비 억제보다는 오히려 지금보다 훨씬 적극적인 소비 활동이 이루어져야 한다고 주장하고 있다. 적극적인 소비를 통해 생산을 증대시키자는 그의 사상은 근대 경제학 이론과도 흡사한 것으로 평가받는다. 더욱이 청과 통상하여 국력을 기른 뒤 여러 나라와도 통상할 것을 적극적으로 주장했다. 이는 당시 북학파들의 주된 의론이기도 했다.

## 평가
박제가가 살던 당시까지 조선 사회는 외국 문화에 대해서는 굳게 문을 걸어잠그고 있었고, 지식인들은 성리학 일변도의 학문 풍조 속에서 공리공론만 일삼으며 자아도취에 빠져 정작 백성들의 현실은 외면하고 있었다. 박제가는 북경 사행을 통해 당시 조선 백성들의 빈곤을 해결할 수 있는 대책을 정리해서 이 책을 지었다. 《북학의》에 논술된 국내상업 및 외국무역의 장려, 수입금지, 수출장려, 은의 해외 유출 금지, 물가의 평준화, 대량생산, 제품 규격의 규제, 전국적 시장 확대, 농공상업에 대한 국가적 후원의 강화 등에 대한 견해는 근대 유럽의 중상주의 경제 사상과 경향이 비슷한 것으로 평가받고 있다. 《북학의》의 서문을 지은 서명응은 "이 책이 채택되어 현실에서 쓰일 수 있을지 없을지는 정녕 알 수 없겠지만, 우리 조정에서 모범이 될 책을 편찬할 때에 저 솔개나 개미가 미래를 예견하는 구실을 하지 말라는 법도 없다."며 이 책에 대한 기대를 드러냈고, 저자의 스승이었던 박지원도 서문을 통해 저자의 적극적인 북학 정신을 높이 평가한다.
《북학의》는 이후 '북학'이라는 학문이 조선에서 하나의 시대 사상으로서 자리잡는 기반이 되었다. 박제가 말고도 박지원, 홍대용, 이덕무 등 '북학'의 중요성을 강조하는 학자 그룹들은 계속해서 나타났다. 그들은 청 사행에서 보고 들은 것을 바탕으로 폐쇄적인 사회의 문을 열어 이용후생을 통한 백성들의 생활 안정과 부국을 외쳤다. 건축 자재로서 벽돌을 사용할 것과 교통 수단으로서 수레와 배를 적극적으로 이용하자는 것, 비활동적이었던 한복을 개량하고 대외 무역을 확대하자는 이들의 사상 배경에는 당시 사농공상으로 서열화되어 있던 직업의 귀천을 최대한 배제하면서 상공업을 진흥시키자는 생각이 자리하고 있었다.
하지만 그런 한편으로 박제가는 지나치게 중국 문명을 찬양한 나머지, 새로운 사상을 받아들이는 데 가장 선구적인 역할을 했음에도 불구하고 균형 감각을 규지하지 못했다는 평가를 받기도 한다. 네 차례에 걸친 중국 사행 이후 박제가는 중국에 대한 선망이 지나쳐 그만 조선에 대한 완전한 부정을 드러내기에 이르렀던 것이다. "우리 나라의 자기는 너무 거칠다"(자瓷편), "우리 나라는 1천 호가 사는 마을에서도 반듯해서 살 만한 집이 한 채도 없다"(궁실宮室편), "우리 나라의 의술은 정말 믿을 수 없다"(약藥편) 등, 《북학의》곳곳에는 중국 문화에 대한 칭찬과 함께 우리 것에 대한 불만이 가득 나열되어 있는데, 조선에 대해 거의 일방적이기까지 한 비하는 중국의 선진문화를 수용하지 못하면 '보잘것없는' 조선은 아무것도 기대할 수 없다는 논리로까지 비약된다. 더욱이 "본래 사용하는 우리 말을 버리고 중국어를 써야만 '오랑캐'라 불리는 신세를 면할 수 있다"고까지 외치는 대목에서는 '북학의 선구자'로서뿐 아니라 '극단적인 중국 신봉자'라는 이미지를 덧씌우기에 충분하다는 평가를 받고 있다.

## 번역 및 간행본
《북학의》는 원래의 사본 외에도 여러 전사본(傳寫本)이 있으며, 1947년 금융조합연합회에서 진소본(進疏本)을 번역 간행하고, 1961년 국사편찬위원회에서는 《한국사료총서(韓國史料叢書)》 제12로 《정유집(貞蕤集)ㆍ부(附) 북학의(北學議)》를 간행하였다. 북한에서도 영인본 및 번역본이 나온 것으로 알려져 있다.
- 「북학의」(다락원문고명저다이제스트 6), 1985년, 김용덕 역, 다락원.
- 「북학의」(을유문고 51), 1989년, 을유문화사.
- 「북학의」, 1991년, 홍희유 역, 여강출판사 - 북한에서 국역된 것이다.
- 「박제가」 (북학의, 실학사상독본 8), 1992년, 이익성 역, 한길사.
- 「북학의」, 1994년, 이익성 역, 을유문화사.
- 「북학의」, 2003년, 안대회 역, 돌베개
- 「북학의」 (부제: 시대를 아파한 조선 선비의 청국 기행, 오래된 책방01), 2003년, 박정주 역, 서해문집.
- 「북학의」 (범우문고 145), 2004, 김승일 역, 범우사.
- 「박제가의 북학의」, 2007, 김교빈(교수) 저, 삼성출판사.
- 「만화로 읽는 동양철학」 16(북학의), 2008, 드림아이 저, 태동출판사.
- 「만화 박제가 북학의」, 2009, 곽은우 저, 주니어김영사.
- 「북학의」, 2010, 두산동아편집부.
- 「북학의」, 2011, 이익성 역, 을유문화사.

## 참고 문헌
- 신병주, 「규장각에서 찾은 조선의 명품들」2007, 책과 함께

## 같이 보기
- 박제가
- 북학